# Riktningsventil
Riktningsventilen är en komponent i hydrauliska och pneumatiska system. Den styr hydraulvätskan eller gasen (oftast luft) till det ställe den ska verka.
Beteckningarna för dessa ventiler utgår från funktionen, med tillägg för noggrannhet när så behövs. Oavsett den faktiska konstruktionen kan man tala om följande funktionella delar:

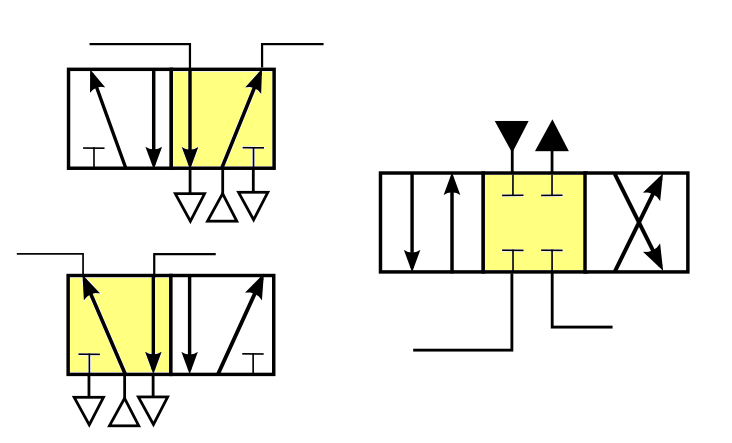
De vänstra figurerna visar en fyrvägs 5/2-ventil, där trianglarna under ventilen med spetsen visar tryckets riktning. I den övre går trycket ut i den högra ledningen, med retur från den vänstra. I den undre har ventilen bytt läge, så att trycket istället går ut i den vänstra ledningen, med retur i den högra. Den högra figuren visar en fyrvägs 4/3-ventil, där mittläget blockerar flödet helt.

- Inlopp, matning, där mediet går in i ventilen.
- Utlopp, flöde, där mediet går ut i en aktiv krets.
- Avlopp, tömning/återföring, där mediet från en overksam krets förs iväg.
- Styrorgan, som ändrar ventilläget. Detta indelas i sin tur i 
  - direktstyrning om läget ändras med reglage (spak, knapp, pedal, vred eller något annat) som tillåter handfast omställning.
  - fjärrstyrning om omställningen istället görs med att reglaget slår till en styrimpuls (tryckluft, elektricitet osv) som i sin tur ställer om ventilen.

De två vanligaste sätten att beteckna ventiler är antingen antalet vägar mediet kan ta, eller antalet anslutningar (portar) ventilen har, följt av antal lägen.
Enklaste typen är en två-vägsventil (äv. 2-vägs) som antingen är öppen och låter mediet strömma mot den sida som har lägre tryck, eller stängd och då stoppar flödet. Detta motsvaras av en 2/2-ventil, som har två anslutningar (portar, in och ut) och två lägen (öppen eller stängd) att välja mellan.
Ska ventilen t.ex. styra en kolv eller enkelverkande cylinder finns tre anslutningar. En för ingående tryck, en anslutning till cylindern, och en för returmedia. Om denna trevägsventil har två lägen kallas den då för en 3/2-ventil, då den har 3 anslutningar och 2 lägen.
Grundsymbolen på ritningar och scheman för riktningsventilen innehåller två eller fler kvadrater. Om ventilen kan inta två lägen finns två kvadrater. Varje kvadrat visar hur ventilen kan styra mediet när just denna kvadrat är aktiv och den aktiva kvadraten har även anslutningarna till ventilen inritade. 

## Pneumatik

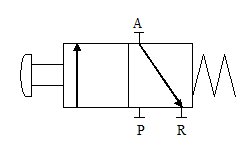
Manuellt tillslag med återfjädrande gång.

I tryckluftssystem, i motsats till hydrauliska system, behöver styrmediet normalt sett inte återföras utan släpps ut vid ventilen. Undantag finns när andra gaser såsom koldioxid eller kvävgas används. Oftast sker det genom en ljuddämpare som genom att diffusera flödet genom ett poröst material både håller nere ljudnivån och minskar blåskraften. Riktat flöde betyder att det enbart kan gå i en bestämd riktning (t.ex. inlopp -> utlopp, utlopp -> avlopp) medan dubbelflödande förbinder portarna oavsett flödesriktning (t.ex. inlopp <-> utlopp). Fjärrstyrning sker antingen genom direktverkan där styrimpulsen ställer om ventilen med egen kraft, eller pilotstyrning där styrimpulsen öppnar en mindre förstyrventil som i sin tur låter huvudtrycket ställa om ventilen. Pilotstyrning låter ett styrsystem använda betydligt mindre kraft än trycket i huvudsystemet. Det är också möjligt att ha en separat matningskrets till förstyrventilerna, vilket är användbart om huvudkretsen innehåller föroreningar man inte vill få in i ventilen. Särskilt magnetstyrda (solenoid-) ventiler använder pilotstyrning för att hålla nere magnetens storlek och strömförbrukning. Det medger också korta slaglängder vilket gör att omställning går fort, upp till tusentalet per minut med en normalt förekommande omslagstid på 20-60 millisekunder. Beskrivningen av en ventils funktion utgår från det normala opåverkade läget. En öppnande ventil blockerar flödet tills den ställs om, medan en slutande är öppen tills omställning sker. I scheman är de engelska förkortningarna Normally Closed och Normally Open vanligt förekommande. Ventilen är antingen enkelstyrd med återgång till normalläget (=monostabil), eller tvestyrd där omställning alltid krävs för att ändra läge (=bistabil). Mittlägesventiler har minst tre lägen och återfjädring i bägge riktningar.
Särskilt i ventilpaket eller ventilblock, där individuella ventiler i varsitt ventilblad monteras med gemensam matning och avlopp, förekommer bokstavsbeteckningar på ventilens funktion. Ventilbladen har plats för antingen en fyr- eller sexvägsventil eller två mindre ventiler.

## Tabeller över beteckningar
| Typ | ISO           | Bokstavs- beteckning | Beskrivning                                                        |
| --- | ------------- | -------------------- | ------------------------------------------------------------------ |
| Envägsventil | 2/2 NC x2     | D                    | Öppnande ventil med återgång.                                      |
| | 2/2 NC, NC/NO | I                    | Som ovan, men ena ventilen kan göras dubbelflödande.               |
| Tvåvägsventil | 2/2 NC x2     | DS                   | Öppnande ventil med återgång.                                      |
| Trevägsventil | 3/2 NO x2     | N(S)                 | Stängande riktad ventil med återgång.                              |
| | 3/2 NC x2     | K(S)                 | Öppnande riktad ventil med återgång.                               |
| | 3/2 NC, NO    | H(S)                 | Ena ventilen är öppnande, den andra stängande, bägge med återgång. |
| | 3/2 NO x1     | W                    | En stängande ventil med återgång, särskiljd pilotluft.             |
| | 3/2 NC x1     | X                    | En öppnande ventil med återgång, särskiljd pilotluft.              |
| Fyrvägsventil | 4/2           |                      | Dubbelflödande ventil med återgång, gemensamt avlopp.              |
| | 4/2           |                      | Dubbelflödande tvestyrd (bistabil) ventil med gemensamt avlopp.    |
| | 4/2           |                      | Dubbelflödande ventil med återgång utan avlopp.                    |
| | 4/2           |                      | Dubbelflödande tvestyrd (bistabil) ventil utan avlopp.             |
| | 5/2           | M(S), P              | Dubbelflödande ventil med återgång och enskilda avlopp.            |
| | 5/2           | J                    | Dubbelflödande tvestyrd (bistabil) ventil.                         |
| | 5/3           | B                    | Mittlägesventil, mittläget öppet med stängda avlopp.               |
| | 5/3           | G                    | Mittlägesventil, mittläget helt stängt.                            |
| | 5/3           | E                    | Mittlägesventil, mittläget avluftat och inloppet stängt.           |
| |               |                      |                                                                    |
| Noter. - Om annat ej anges är bägge ventilerna i bladet av samma utförande. - Tillägget "S" (NS, DS o.s.v.) innebär att en mekanisk fjäder ersatt den pneumatiska återgången. Detta tillåter ventilen att vara dubbelflödande istället för riktad. - Utan avlopp innebär att kretsarna verkar i ett slutet system, där huvudflödet skiftas mellan kretsarna. |               |                      |                                                                    |

Angivelse av anslutningar. 
1 är alltid inlopp.
Udda ensiffriga tal är avlopp till närmast understigande jämna siffra. Vid gemensamma avlopp är lägsta utlopp styrande.
Jämna ensiffriga nummer är utlopp till förbrukare. Sammanhörande avlopp är närmsta högre udda tal.
Anslutningar för styrning brukar tvåsiffriga tal.
Tidigare standarder brukade bokstäver vilket fortfarande är förekommande, särskilt inom hydraulik.
| Beskrivning                                                                | Numerisk | Numerisk  | Bokstav | Bokstav | Kommentar               |
| Beskrivning                                                                | Medium   | Elektrisk | Luft    | Hydraul |                         |
| -------------------------------------------------------------------------- | -------- | --------- | ------- | ------- | ----------------------- |
| Inlopp/matning                                                             | 1        | -         | P       | P       |                         |
| Utlopp                                                                     | 2        | -         | B       | B       |                         |
| Utlopp                                                                     | 4        | -         | A       | A       |                         |
| Utlopp                                                                     |          | -         | C       | C       |                         |
| Avlopp                                                                     | 3        | -         | S       | S       | 2 -> 3, gemensam        |
| Avlopp                                                                     | 5        | -         | R       | R       | 4 -> 5                  |
| Avlopp                                                                     | -        | -         |         | T       | "T" som i "[olje]tank"  |
| Styrsignal                                                                 | 10       | 10        |         |         | Stänger ventilen        |
| Styrsignal                                                                 | 12       | 12        |         |         | Ställer ventilen 1 -> 2 |
| Styrsignal                                                                 | 14       | 14        |         |         | Ställer ventilen 1 -> 4 |
| Matning förstyrventil                                                      | 81       |           |         |         |                         |
| Tömning förstyrventil                                                      | 84       |           |         |         |                         |
| Läckledning                                                                |          |           | L       |         |                         |
| Noter. X -> Y utläses som att de två förbinds med varandra inuti ventilen. |          |           |         |         |                         |